# علم منطق
علم منطق کتابی‌است از هگل که دیدگاه او را درباره منطق شرح می‌دهد و در واقع نوعی هستی‌شناسی است که قیاس منطقی ارسطویی را به عنوان یک زیرمؤلفه و نه بنیاد منطق در نظر می‌گیرد.